# هارتکور
هارتکور، (به انگلیسی: Hurtcore) ترکیبی از کلمات «هاردکور» و «آسیب» است که به یک نوع بسیار خشن از فیلم‌های پورنوگرافی کودکان گفته می‌شود، این فیلم‌ها معمولاً شامل نوعی خشونت تحقیرآمیز، صدمات جسمی و قتل مرتبط با سوءاستفاده جنسی از کودکان است. جنس آن معمولاً به اندازه‌ای خشونت‌آمیز است که حتی اغلب پدوفیل‌ها هم گفته‌اند که از این ژانر فیلم‌های پورنوگرافی انزجار می‌ورزند و در بیشتر بحث‌ها موضوع آن را محکوم می‌کنند. ایلین اورمزبی، نویسنده و مؤلف استرالیایی کتاب «تاریک‌ترین وب» (به انگلیسی: The Darkest Web), هارتکور را «نوعی فتیش برای افرادی که از تحمیل درد یا حتی شکنجه یک شخص دیگر که [شرکت کننده] مایل به انجام چنین کاری نیست، برانگیخته می‌شوند» توصیف کرده است. یکی از انگیزه‌های دیگر برای مجرم، در کنار موقعیت قدرتی که بر قربانیان خود دارد، می‌تواند واکنش قربانیان به آزار جسمی مانند گریه کردن یا فریاد زدن از درد باشد. این واکنش‌ها می‌تواند مجرم را بیش از پیش برانگیخته کند.
برخی از تالارهای گفتگوی دارک وب به بحث، تبادل نظر و اشتراک‌گذاری تصاویر و ویدیوهای «هارتکور» اختصاص دارند. در سال ۲۰۱۳، مجله Vice Hurt2theCore را «بدنام‌ترین سایت هارتکور دارک وب» نامید که توسط «متیو گراهام» اداره می‌شد و او به عنوان «پادشاه هارتکور» و «یکی از بزرگ‌ترین توزیع کننده فیلم‌های سوءاستفاده جنسی از کودکان و هارتکور در جهان» شناخته شد. پروندهٔ متیو فالدر، اولین پروندهٔ موفقیت‌آمیز سازمان ملی جرم انگلستان در حوزهٔ «هارتکور» بود.
اگر چه بیشتر هارتکورها معمولاً پورن کودکان است، اما هارتکور بزرگسالان نیز وجود دارد که معمولاً به شکل پورنورگرافی تجاوز، خشونت خانگی فیلم‌برداری شده است و همچنین می‌تواند با بی‌دی‌اس‌ام همپوشانی داشته باشد. از آنجایی که «هارتکور بزرگسالان» شامل هیچ کودکی نمی‌شود، و بنابراین پورن کودک نیست، این نوع از آن غیرقانونی نیست، اما بسیاری از وب‌سایت‌های پورن و گور معمولاً میزبانی آن را ممنوع می‌کنند.